# Paratahi Island
Paratahi Island ist eine kleine Insel an der Westküste der Region Auckland, im Norden der Nordinsel von Neuseeland.

## Geographie
Paratahi Island befindet sich rund 4 km südlich von Piha Beach und rund 7 km nordnordwestlich des Eingangs zum Manukau Harbour an der Westküste der Nordinsel. Die Felseninsel besitzt eine Größe von 0,27 Hektar, bei einer Länge von rund 110 m in Südsüdwest-Nordnordost-Richtung und einer maximalen Breite von rund 40 m in Ost-West-Richtung.